# 90 Antiope
90 Antiope este un asteroid din centura principală, descoperit pe 1 octombrie 1866, de Robert Luther.